# وايتهيد هيكس
وايتهيد هيكس (بالإنجليزية: Whitehead Hicks)‏ هو سياسي أمريكي، ولد في 24 أغسطس 1728 في الولايات المتحدة، وتوفي بنفس المكان في 4 أكتوبر 1780.